# 贾斯珀 (印第安纳州)
贾斯珀（英語：Jasper）是一個位於美国印地安納州杜波伊斯郡的城市。根據2010年美國人口普查，該地人口為15038人，而該地的面積約為34.57平方千米。同時該地也是杜波伊斯郡的郡治。

## 地理
贾斯珀的座標為38°23′29″N 86°55′51″W / 38.39139°N 86.93083°W，而該地的平均海拔高度為142米（即466英尺）。